# Dia Nacional da República Popular da China
Dia Nacional (em chinês:  国庆节; pinyin: guóqìng jié; lit. 'dia nacional de celebração'), oficialmente o Dia Nacional da República Popular da China (中华人民共和国国庆节), é um feriado na China celebrado anualmente em 1 de outubro como o dia nacional da República Popular da China, comemorando a proclamação formal da criação da República Popular da China em 1 de outubro de 1949.
Embora seja observado em 1 de outubro, outros seis dias são adicionados ao feriado oficial, normalmente em vez dos dois fins de semana por volta de 1 de outubro, tornando-o um feriado público de facto com sete dias consecutivos, também conhecido como Golden Week (黄金周; huángjīn zhōu), com especificações regulamentadas pelo Conselho de Estado. As festividades e concertos são geralmente realizados em todo o país neste dia, com um grande desfile militar e um desfile em massa realizado em anos selecionados.